# Petar Radaković
Petar Radaković (Fiume, 22 febbraio 1937 – Fiume, 1º novembre 1966) è stato un calciatore jugoslavo, di ruolo centrocampista.
Morì a 29 anni per un infarto miocardico acuto durante un allenamento.

## Carriera

### Club
Ha esordito a 19 anni nel 1956 nella squadra della sua città: il Rijeka. Ha giocato per dieci anni, dal 1956 al 1966, con la squadra di Fiume, nella quale ha giocato 208 partite e segnando 27 reti.

### Nazionale
Con la Nazionale jugoslava ha giocato 17 partite e segnato 3 reti, una delle quali ai mondiali del 1962, dove è arrivato quarto, durante gli ultimi minuti del quarto di finale contro la Germania Ovest.

## Statistiche

### Cronologia presenze e reti in nazionale
| Cronologia completa delle presenze e delle reti in nazionale ― Jugoslavia | Cronologia completa delle presenze e delle reti in nazionale ― Jugoslavia | Cronologia completa delle presenze e delle reti in nazionale ― Jugoslavia | Cronologia completa delle presenze e delle reti in nazionale ― Jugoslavia | Cronologia completa delle presenze e delle reti in nazionale ― Jugoslavia | Cronologia completa delle presenze e delle reti in nazionale ― Jugoslavia | Cronologia completa delle presenze e delle reti in nazionale ― Jugoslavia | Cronologia completa delle presenze e delle reti in nazionale ― Jugoslavia |
| Data                                                                      | Città                                                                     | In casa                                                                   | Risultato                                                                 | Ospiti                                                                    | Competizione                                                              | Reti                                                                      | Note                                                                      |
| ------------------------------------------------------------------------- | ------------------------------------------------------------------------- | ------------------------------------------------------------------------- | ------------------------------------------------------------------------- | ------------------------------------------------------------------------- | ------------------------------------------------------------------------- | ------------------------------------------------------------------------- | ------------------------------------------------------------------------- |
| 18-6-1961                                                                 | Belgrado                                                                  | Jugoslavia                                                                | 3 – 2                                                                     | Marocco                                                                   | Amichevole                                                                | -                                                                         | 46’                                                                       |
| 8-10-1961                                                                 | Belgrado                                                                  | Jugoslavia                                                                | 5 – 1                                                                     | Corea del Sud                                                             | Qual. Mondiali 1962                                                       | 1                                                                         |                                                                           |
| 19-11-1961                                                                | Zagabria                                                                  | Jugoslavia                                                                | 2 – 1                                                                     | Austria                                                                   | Amichevole                                                                | -                                                                         |                                                                           |
| 26-11-1961                                                                | Seul                                                                      | Corea del Sud                                                             | 1 – 3                                                                     | Jugoslavia                                                                | Qual. Mondiali 1962                                                       | -                                                                         |                                                                           |
| 29-11-1961                                                                | Tokyo                                                                     | Giappone                                                                  | 0 – 1                                                                     | Jugoslavia                                                                | Amichevole                                                                | -                                                                         | 46’                                                                       |
| 2-12-1961                                                                 | Hong Kong                                                                 | Hong Kong                                                                 | 1 – 2                                                                     | Jugoslavia                                                                | Amichevole                                                                | -                                                                         |                                                                           |
| 7-12-1961                                                                 | Giacarta                                                                  | Indonesia                                                                 | 1 – 5                                                                     | Jugoslavia                                                                | Amichevole                                                                | 1                                                                         | 46’                                                                       |
| 14-12-1961                                                                | Tel Aviv                                                                  | Israele                                                                   | 0 – 2                                                                     | Jugoslavia                                                                | Amichevole                                                                | -                                                                         |                                                                           |
| 16-5-1962                                                                 | Belgrado                                                                  | Jugoslavia                                                                | 3 – 1                                                                     | Germania Est                                                              | Amichevole                                                                | -                                                                         | 46’                                                                       |
| 2-6-1962                                                                  | Arica                                                                     | Jugoslavia                                                                | 3 – 1                                                                     | Uruguay                                                                   | Mondiali 1962 - 1º turno                                                  | -                                                                         |                                                                           |
| 7-6-1962                                                                  | Arica                                                                     | Jugoslavia                                                                | 5 – 0                                                                     | Colombia                                                                  | Mondiali 1962 - 1º turno                                                  | -                                                                         |                                                                           |
| 10-6-1962                                                                 | Santiago del Cile                                                         | Jugoslavia                                                                | 1 – 0                                                                     | Germania Ovest                                                            | Mondiali 1962 - Quarti di finale                                          | 1                                                                         |                                                                           |
| 13-6-1962                                                                 | Viña del Mar                                                              | Jugoslavia                                                                | 1 – 3                                                                     | Cecoslovacchia                                                            | Mondiali 1962 - Semifinale                                                | -                                                                         |                                                                           |
| 16-6-1962                                                                 | Santiago del Cile                                                         | Cile                                                                      | 1 – 0                                                                     | Jugoslavia                                                                | Mondiali 1962 - Finale 3º posto                                           | -                                                                         |                                                                           |
| 14-10-1962                                                                | Budapest                                                                  | Ungheria                                                                  | 0 – 1                                                                     | Jugoslavia                                                                | Amichevole                                                                | -                                                                         |                                                                           |
| 4-11-1962                                                                 | Belgrado                                                                  | Jugoslavia                                                                | 3 – 2                                                                     | Belgio                                                                    | Qual. Euro 1964                                                           | -                                                                         |                                                                           |
| 6-10-1962                                                                 | Belgrado                                                                  | Jugoslavia                                                                | 2 – 0                                                                     | Ungheria                                                                  | Amichevole                                                                | -                                                                         |                                                                           |
| 3-11-1963                                                                 | Zagabria                                                                  | Jugoslavia                                                                | 2 – 0                                                                     | Cecoslovacchia                                                            | Amichevole                                                                | -                                                                         | 46’                                                                       |
| 27-9-1964                                                                 | Vienna                                                                    | Austria                                                                   | 3 – 2                                                                     | Jugoslavia                                                                | Amichevole                                                                | -                                                                         |                                                                           |
| Totale                                                                    |                                                                           | Presenze                                                                  | 19                                                                        |                                                                           | Reti                                                                      | 3                                                                         |                                                                           |